# Supercoupe de Suisse féminine de basket-ball 2015
Navigation
Edition 2016
La Supercoupe suisse de basketball féminin 2015 est la 1re édition de la Supercoupe suisse de basketball féminin. Elle est organisée par SwissBasket. Les équipes participantes sont le finaliste du championnat et le vainqueur du championnat et de la coupe de Suisse sous la forme d'un match unique.

## Finale
| Date | Lieu   | Rencontre                         | Score |
| ---- | ------ | --------------------------------- | ----- |
| 2015 | Zurich | Hélios VS Basket - Elfic Fribourg | 47-72 |

## Meilleures joueuses
| Elfic Fribourg   | Kristina Santiago |
| Hélios VS Basket | Marielle Giroud   |